# Giải bóng đá hạng nhì quốc gia Cộng hòa Síp 2009–10
Giải bóng đá hạng nhì quốc gia Cộng hòa Síp 2009–10 là mùa giải thứ 55 của bóng đá hạng nhì Cộng hòa Síp. Mùa giải khởi tranh từ tháng 9 năm 2009 và kết thúc vào tháng 5 năm 2010. Alki Larnaca giành danh hiệu thứ 4.

## Thay đổi đội bóng từ mùa giải 2008-09
Các đội thăng hạng Giải bóng đá hạng nhất quốc gia Cộng hòa Síp 2009-10
- Ermis Aradippou
- Aris Limassol
- Nea Salamina

Các đội xuống hạng từ Giải bóng đá hạng nhất quốc gia Cộng hòa Síp 2008-09
- Alki Larnaca
- AEK Larnaca
- Atromitos Yeroskipou

Các đội thăng hạng từ Giải bóng đá hạng ba quốc gia Cộng hòa Síp 2008-09
- Vô địch: Akritas Chlorakas
- Á quân: Frenaros FC, Othellos Athienou

Các đội xuống hạng Giải bóng đá hạng ba quốc gia Cộng hòa Síp 2009-10
- Chalkanoras Idaliou
- THOI Lakatamia
- Ethnikos Assia

## Tổng quan

### Nhân sự và sân vận động
| Câu lạc bộ | Chủ tịch                 | Huấn luyện viên        | Địa điểm                      |
| ---------- | ------------------------ | ---------------------- | ----------------------------- |
| AEK        | Marios Ellinas           | Andreas Michaelides    | Neo GSZ Stadium               |
| Akritas    | Loukas Yioukkas          | Saša Jovanović         | Koinotiko Chlorakas           |
| Alki       | Nikos Lillis             | Radmilo Ivančević      | Neo GSZ Stadium               |
| ASIL       | Andreas Charalambous     | Loukas Hadjiloukas     | Grigoris Afxentiou Stadium    |
| Atromitos  | Tasos KouzouVị thứ       | Gjoko Hadžievski       | Yeroskipou Stadium            |
| Ayia Napa  | Christakis Antoniou      | Antonis Kleftis        | Municipal Stadium (Ayia Napa) |
| Digenis    | Andreas Papacharalambous | Arsen Mihailovic       | Makario Stadium               |
| Frenaros   | Marios Karayiannas       | Nikos Kolompourdas     | Koinotiko Sotiras             |
| MEAP       | Koulis Poyiadjis         | Yiannos Kalotheou      | Theodorio Koinotiko           |
| Olympiakos | Petros Savva             | Nikodimos Papavasiliou | New GSP Stadium               |
| Omonia Ar. | Giorgos Hadjimattheou    | Nontas Christinakis    | Aradippou Stadium             |
| Onisilos   | Giorgos Solomou          | Costas Lambis          | Koinotiko Sotiras             |
| Othellos   | Dimitris Fiakkos         | Giorgos Kosmas         | Athienou Stadium              |
| PAEEK FC   | Kleanthis Georgiades     | Costas Sakkas          | Keryneia Epistrophi           |

## Bảng xếp hạng
| Vị thứ | team                 | St | T  | H  | B  | Đ  | BT | BB | HS  | Ghi chú                  |
| ------ | -------------------- | -- | -- | -- | -- | -- | -- | -- | --- | ------------------------ |
| 1      | Alki Larnaca         | 26 | 17 | 4  | 5  | 55 | 44 | 24 | +20 | Tham gia Bảng Thăng hạng |
| 2      | AEK Larnaca          | 26 | 14 | 5  | 7  | 47 | 41 | 20 | +21 | Tham gia Bảng Thăng hạng |
| 3      | Olympiakos Nicosia   | 26 | 12 | 8  | 6  | 44 | 45 | 34 | +11 | Tham gia Bảng Thăng hạng |
| 4      | Othellos Athienou    | 26 | 10 | 9  | 7  | 39 | 31 | 28 | +3  | Tham gia Bảng Thăng hạng |
| 5      | Atromitos Yeroskipou | 26 | 10 | 7  | 9  | 37 | 35 | 31 | +4  |                          |
| 6      | Omonia Aradippou     | 26 | 9  | 9  | 8  | 36 | 26 | 28 | -2  |                          |
| 7      | PAEEK FC             | 26 | 9  | 9  | 8  | 36 | 24 | 27 | -3  |                          |
| 8      | Digenis Morphou      | 26 | 9  | 9  | 8  | 36 | 35 | 33 | +2  |                          |
| 9      | ASIL Lysi            | 26 | 8  | 11 | 7  | 35 | 29 | 29 | 0   |                          |
| 10     | Onisilos Sotira      | 26 | 9  | 6  | 11 | 33 | 30 | 31 | -1  |                          |
| 11     | Akritas Chlorakas    | 26 | 7  | 11 | 8  | 32 | 25 | 26 | -1  |                          |
| 12     | Frenaros FC (R)      | 26 | 7  | 7  | 12 | 28 | 26 | 32 | -6  | Xuống Hạng ba            |
| 13     | Ayia Napa (R)        | 26 | 5  | 5  | 16 | 20 | 19 | 41 | -22 | Xuống Hạng ba            |
| 14     | MEAP Nisou (R)       | 26 | 2  | 8  | 16 | 14 | 19 | 45 | -26 | Xuống Hạng ba            |

St = Số trận; T = Thắng; H = Hòa; B = Thua; BT = Bàn thắng; BB = Bàn thua; HS = Hiệu số; Đ = Điểm

Cập nhật gần đây nhất: ngày 11 tháng 4 năm 2010

Nguồn: soccerway.com

### Bảng Thăng hạng
| Vị thứ | team               | St | T  | H  | B  | Đ  | BT | BB | HS  | Ghi chú         |
| ------ | ------------------ | -- | -- | -- | -- | -- | -- | -- | --- | --------------- |
| 1      | Alki Larnaca (C)   | 32 | 19 | 7  | 6  | 64 | 52 | 33 | +19 | Thăng Hạng nhất |
| 2      | AEK Larnaca        | 32 | 17 | 6  | 9  | 57 | 49 | 27 | +21 | Thăng Hạng nhất |
| 3      | Olympiakos Nicosia | 32 | 14 | 9  | 9  | 51 | 55 | 43 | +12 | Thăng Hạng nhất |
| 4      | Othellos Athienou  | 32 | 12 | 10 | 10 | 46 | 40 | 38 | +2  |                 |

St = Số trận; T = Thắng; H = Hòa; B = Thua; BT = Bàn thắng; BB = Bàn thua; HS = Hiệu số; Đ = Điểm

Cập nhật gần đây nhất: 9 tháng 5 năm 2010

Nguồn: CFA